# Ferdinand Stiehl

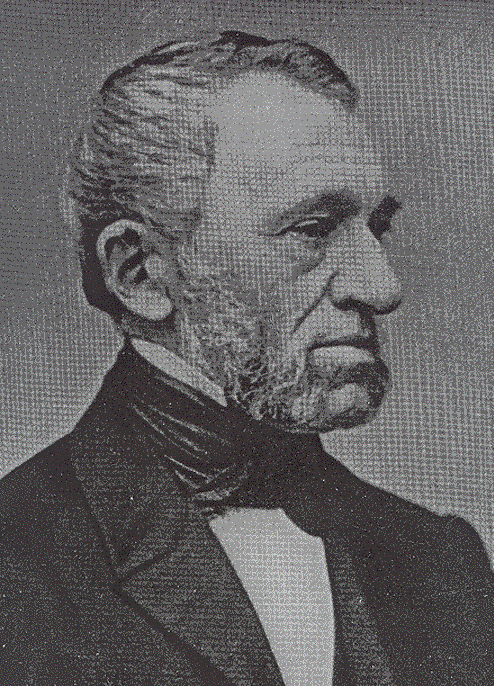
Anton Wilhelm Ferdinand Stiehl

Anton Wilhelm Ferdinand Stiehl (* 12. April 1812 in Arnoldshain; † 16. September 1878 in Freiburg im Breisgau) war Beamter im preußischen Kultusministerium.

## Leben
Stiehl besuchte das Gymnasium in Wetzlar und studierte ab 1829 zunächst in Bonn und Halle (Saale) Theologie. 1832 schloss er sich dem Corps Rhenania Bonn an. Er wurde 1835 Lehrer und 1839 Direktor am Seminar in Neuwied. Unter Minister Friedrich Eichhorn wurde er 1844 in das preußische Kultusministerium berufen, wo er bis zum Geheimen Oberregierungsrat und Rat I. Klasse aufstieg, zuständig für das Volksschul- und Seminarwesen. Er sprach in der Revolution 1848 vielfach als Redner und wurde in das preußische Parlament gewählt, wo er als „Vater der Rechten“ galt. 1851 schied er wieder aus. Auf Stiehl gehen die umstrittenen Preußischen Regulative für das Volksschul-, Präparanden- und Seminarwesen vom 1., 2. und 3. Oktober 1854 zurück, besser bekannt als die drei Stiehlschen Regulative, die der preußische Kultusminister Karl Otto von Raumer erließ. Ihr Inhalt war geprägt vom Ziel, die Jugend zu erziehen in christlicher, vaterländischer Gesinnung wie häuslicher Tugend. Die didaktischen Grundsätze betonten größere Klarheit und Schärfung des Urteils, Sicherheit der Kenntnisse, Vertiefung der Bildung, die Beschränkung des Lern- und Wissensstoffes auf das Wesentliche, Konzentration des Unterrichts, Heranziehung zur Selbstarbeit in den Stunden, Übung im Verstehen, Denken und Sprechen. 
Diese Erlasse trugen ihm lang andauernde Kritik, insbesondere von dem liberalen Pädagogen Adolph Diesterweg ein. 
Hauptkritikpunkte waren 
- die starke Betonung der religiösen Erziehung mit dem Ziel der Ausbildung einer christlich-vaterländischen Gesinnung im Sinne eines Bündnisses von „Thron und Altar“,
- die Reduzierung der Bildungsinhalte der Volksschule auf das angeblich „Wesentliche“ und
- das Misstrauen gegenüber den Volksschullehrern als politisch unzuverlässigen Elementen, das sich beispielsweise in einer Reglementierung der Schullektüre ausdrückte (keine klassische Literatur, wohl aber Goethes „Hermann und Dorothea“).

Auch Friedrich Wilhelm Dörpfeld setzte diese Kritik fort. Nachdem Stiehl sieben Unterrichtsminister überdauert hatte, reichte er nach der Ernennung des liberalen Ministers Adalbert Falk durch Bismarck im Herbst 1872 den Ruhestand ein, da er nicht bereit war, seine Regulative in der vom Minister gewünschten Form zu überarbeiten.
Seine letzten Lebensjahre verbrachte er mit seiner zweiten Frau Auguste von Kanitz, der Witwe des preußischen Ministers Ludwig von Massow, in Freiburg im Breisgau.

## Schriften
- Der vaterländische Geschichtsunterricht in unsern Elementarschulen, Koblenz 1842